# Megacyllene trifasciata
Megacyllene trifasciata là một loài bọ cánh cứng trong họ Cerambycidae.